# Love Beach
Love Beach – siódmy album studyjny zespołu Emerson, Lake and Palmer, wydany 18 listopada 1978 roku przez wytwórnię Atlantic.

## Historia

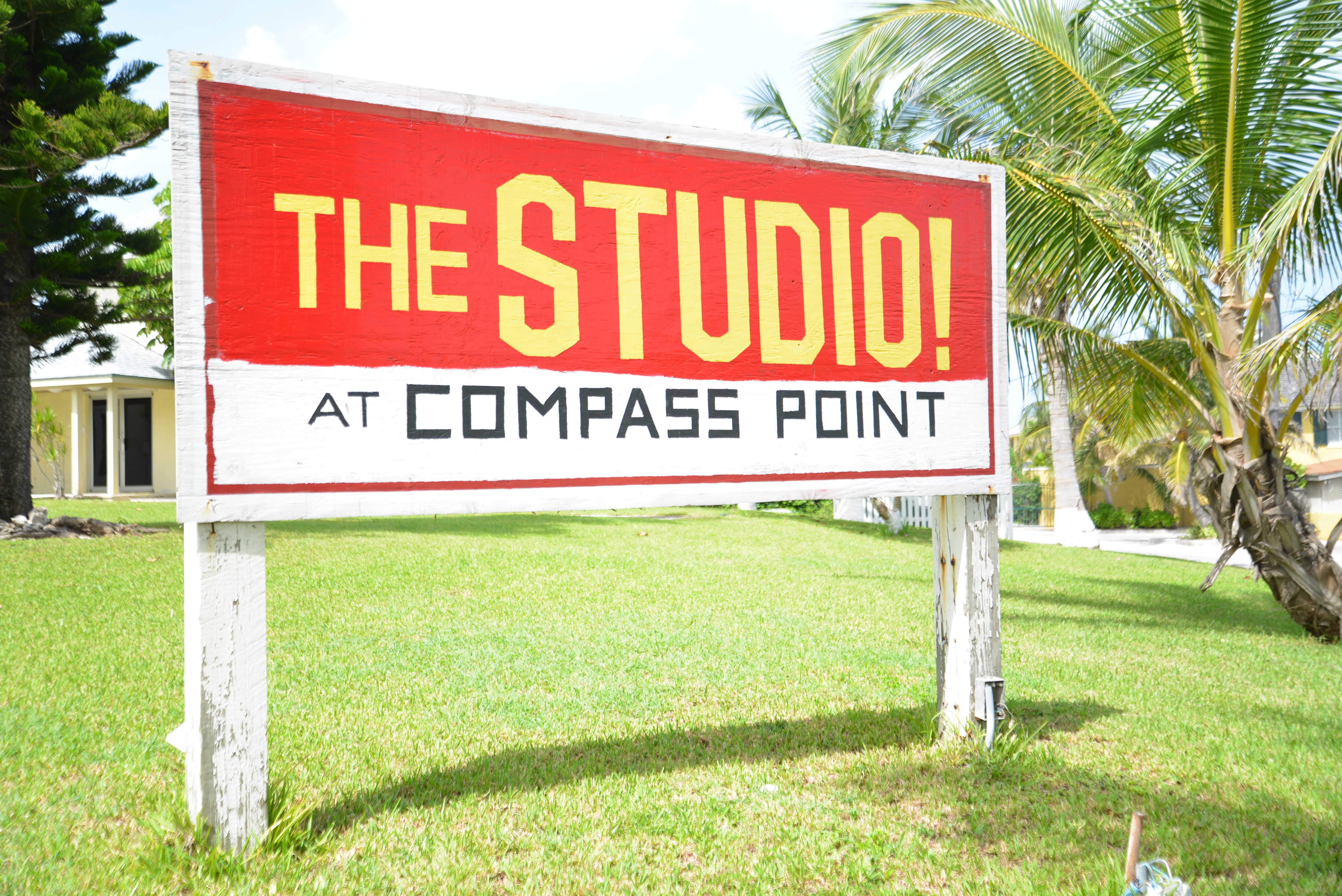
Compass Point Studios

Wiele piosenek na tym albumie jest bardziej zwięzłych i przystępnych, niż na poprzednich albumach, a jest kilka romantycznych melodii w stylu charakterystycznym dla Grega Lake’a. Połowa albumu jest zdominowana przez 20-minutowy epicki „Memoirs of a Officer and a Gentleman”, przypominający takie klasyki zespołu jak „Trilogy”. Keith Emerson, kompozytor utworu, zdecydował się opracować rozmaite brzmienia na swoich instrumentach klawiszowych, zamiast ponownie zatrudniać dużą orkiestrę. Również i na tym albumie znalazło się opracowanie utworu twórcy muzyki poważnej, tym razem „Canario” – fragment kompozycji Fantasía para un gentilhombre Joaquína Rodriga. Choć Love Beach nawiązywał swym charakterem i klimatem do pierwszych albumów tria, to brakowało mu tej siły wyrazu, która cechowała muzykę zespołu w okresie jego największych sukcesów. W grudniu 1978 roku zespół zaprzestał dalszej działalności.

## Lista utworów
Zestaw utworów na wydawnictwie winylowym, wydanym w 1978 roku przez Atlantic Records:

### Strona 1
| Nr | Tytuł                                        | Autorzy               | Długość |
| -- | -------------------------------------------- | --------------------- | ------- |
| 1. | All I Want Is You                            | Lake/Sinfield         | 2:33    |
| 2. | Love Beach                                   | Lake/Sinfield         | 2:44    |
| 3. | Taste of My Love                             | Lake/Sinfield         | 3:31    |
| 4. | The Gambler                                  | Emerson/Lake/Sinfield | 3:19    |
| 5. | For You                                      | Lake/Sinfield         | 4:25    |
| 6. | Canario (from Fantasía para un gentilhombre) | Joaquín Rodrigo       | 3:57    |

### Strona 2
| Nr | Tytuł                                  | Autorzy          | Długość |
| -- | -------------------------------------- | ---------------- | ------- |
| 1. | Memoirs of an Officer and a Gentleman: | Emerson/Sinfield | 20:13   |
| a. | Prologue/The Education of a Gentleman  | Emerson/Sinfield | 5:33    |
| b. | Love at First Sight                    | Emerson/Sinfield | 5:37    |
| c. | Letters from the Front                 | Emerson/Sinfield | 5:18    |
| d. | Honourable Company (A March)           | Emerson          | 3:45    |

### Skład zespołu
- Keith Emerson
- Greg Lake
- Carl Palmer

### Produkcja
- aranżacja – Emerson, Lake and Palmer
- nagrane w Compass Point Studio, Nassau, Bahamy latem 1978
- inżynierowie dźwięku  – Karl Pitterson, Jack Nuber
- kierownik artystyczny – Bob Defrin
- zdjęcia – Jim Houghton